# Петер Вісгергоф
Петер Вісгергоф (нід. Peter Wisgerhof, нар. 19 листопада 1979, Вагенінген) — нідерландський футболіст, що грав на позиції захисника.
Виступав, зокрема, за «Твенте», з яким став чемпіоном Нідерландів, переможцем Кубка Нідерландів та дворазовим володарем Суперкубка Нідерландів, а також національну збірну Нідерландів.

## Клубна кар'єра
Народився 19 листопада 1979 року в місті Вагенінген. Вихованець юнацьких команд футбольних клубів ОНА '53 та «Вітесс». 14 серпня 1999 року дебютував за першу команду останнього в матчі Ередивізі проти клубу «Камбюр», що завершився внічию 1:1. Загалом протягом сезону 1999/00 взяв участь у 15 матчах чемпіонату.
У сезоні 2000/01 Петер виступав на правах оренди за «Неймеген», а потім підписав із клубом довгостроковий контракт і відіграв за команду з Неймегена дев'ять сезонів своєї ігрової кар'єри. Більшість часу, проведеного у складі «Неймегена», був основним гравцем захисту команди. Наприкінці чемпіонату 2005 року вболівальники клубу визнали його найкращим гравцем сезону.
2009 року перейшов до клубу «Твенте», за який відіграв наступні 5 сезонів і з літа 2010 року був капітаном команди після уходу Блеза Нкуфо. Граючи у складі «Твенте» також здебільшого виходив на поле в основному складі команди. З командою 2010 року став чемпіоном Нідерландів та володарем Суперкубка Нідерландів, а наступногно року виграв Кубок та Суперкубок Нідерландів.Завершив професійну кар'єру футболіста виступами за команду «Твенте» у 2014 році.

## Виступи за збірні
У 1998—2000 роках залучався до складу молодіжної збірної Нідерландів, з якою був учасником молодіжного чемпіонату Європи 2000 року, де нідерландці не вийшли з групи. Всього за молодіжку провів 13 матчів і забив 1 гол
2009 року зіграв один матч за другу збірну Нідерландів, а у жовтні 2010 року він був вперше викликаний до національної збірної Нідерландів Бертом ван Марвейком у віці 30 років.
17 листопада 2010 року дебютував в офіційних матчах у складі національної збірної Нідерландів в товариському матчі проти Туреччини (1:0) в Амстердамі, коли він вийшов на заміну в другому таймі замість травмованого Йоріса Матейсена. 9 лютого 2011 року зіграв свій другий і останній матч за збірну проти Австрії (3:1), знову вийшовши на заміну.

## Титули і досягнення
- Чемпіон Нідерландів (1):

«Твенте»: 2009/10
- Володар Кубка Нідерландів (1):

«Твенте»: 2010/11
- Володар Суперкубка Нідерландів (2):

«Твенте»: 2010, 2011